# El Campamento, Baja California Sur
El Campamento är en ort i Mexiko.   Den ligger i kommunen Los Cabos och delstaten Baja California Sur, i den västra delen av landet, 1 200 km väster om huvudstaden Mexico City. El Campamento ligger 91 meter över havet och antalet invånare är 531.
Terrängen runt El Campamento är platt åt sydost, men åt nordväst är den kuperad. Runt El Campamento är det glesbefolkat, med 20 invånare per kvadratkilometer. Närmaste större samhälle är Santiago, 8,1 km sydväst om El Campamento. Omgivningarna runt El Campamento är i huvudsak ett öppet busklandskap.